# PAK (Dateiformat)
PAK (PAcKed Archiv Datei) ist ein proprietäres Dateiformat des gleichnamigen Datenkomprimierungsprogramms der Firma NoGate Consulting. Unter Windows wird das Format von IZArc geöffnet. Die Kennbytes im Dateivorspann (Magische Zahl eines jeden Archivs – hier die ersten vier Bytes) bestehen aus der Zeichenkette PACK.

## Softwareunterstützung
Unter Windows 3.x konnte der PC-Tools für Windows Dateimanager (ab Version 3.0 auch als XTree für Windows 4.0) das Format vollständig bearbeiten und erreichte dabei eine erheblich höhere Geschwindigkeit als das Originalprogramm.
Zur Bearbeitung der Inhalte dieses speziellen Archivs, das von Spieleherstellern u. a. für Sound- und Leveldaten genutzt wird, gibt es ein Shareware-Tool namens QPed II von Pete Callaway, das aber seit geraumer Zeit nicht mehr gepflegt wird.
Unter Linux und MacOS unterstützte The Unarchiver das PAK-Format.

## Unreal Engine Spiele
PAK-Dateien werden häufig in der Spiele-Engine Unreal Engine verwendet. Spiele wie Fortnite nutzen dieses Format. Um die PAK-Dateien von Fortnite zu betrachten, kann man das Tool FModel verwenden.

## Geschichte des Programms
Das Programm wurde von Mark Riley entwickelt, als GSARC und ursprünglich für interne Zwecke im Unternehmen. Pak war als Ersatz für ARC und auch PKArc gedacht und konnte deren Archive entpacken und konvertieren. GSARC 1.0 The File Archive Utility ist nach Entwicklerangabe etwa 2,5 Mal schneller als ARC und komprimiert 10–50 % besser und hat eine einfachere Bedienung. Die letzte Version war zudem in der Lage, ZIP-Archive zu entpacken – teils sogar beschädigte. Ab Version 2.x gab es optional eine grafische Shell für Pak. NoGate Consulting integrierte eine Technik namens security envelope in das Programm, welche beschädigte und virenbefallene Archive erkennen sollte.
Der Schwerpunkt des Kompressionsverfahrens lag auf großen Textdateien und Nicht-Textdateien. Nach kurzer Zeit wurde das Programm in File PAKer umbenannt (auch für Amiga) – erschienen am 2. November, das Dateiformat wurde zunächst als PAKed File bezeichnet. Die letzte Version war 2.51 für DOS; erschienen am 8. Oktober 1990. Nach 1993 verlieren sich jegliche Spuren zu NoGate Consulting.

## Versionshistorie PAK
| Version        | Datum              | Copyright         |
| -------------- | ------------------ | ----------------- |
| GSARC 1        | 13. Oktober 1988   | NoGate Consulting |
| File PAKer 1.0 | 17. November 1988  | Mark Riley        |
| PAK 1.6        | 24. Januar 1989    | NoGate Consulting |
| PAK 2.0        | 10. August 1989    | NoGate Consulting |
| PAK 2.1        | 1989               | NoGate Consulting |
| PAK 2.5        | 20. September 1990 | NoGate Consulting |
| PAK 2.51       | 8. Oktober 1990    | NoGate Consulting |

## Datenkompression
Die Kompressionsrate liegt zwischen ARC und ZIP. Die hohe Geschwindigkeit wurde mit teils schlechten Kompressionsraten bei Bildern erkauft. PAK unterstützt Verschlüsselung der komprimierten Daten.